# Ululodes cajennensis
Ululodes cajennensis är en insektsart som först beskrevs av Fabricius 1787.  Ululodes cajennensis ingår i släktet Ululodes och familjen fjärilsländor. Utöver nominatformen finns också underarten U. c. nanus.